# نادي غروديغ
نادي غروديغ لكرة القدم (Sportverein Grödig) هو نادي كرة قدم نمساوي من غروديغ، تأسس سنة 1948. يتنافس الفريق حاليا في الدوري النمساوي الإقليمي الغربي، ضمن الدرجة الثالثة من دوري كرة القدم النمساوي.
هبط غروديغ من الدوري النمساوي في نهاية موسم 2015-16، لكنهم نزلوا إلى مستويين في دوري المنطقة الغربية النمساوي بسبب مشاكل مالية. 